# 二階堂智
二階堂 智（にかいどう さとし、1966年3月25日 - ）は、日本の俳優。東京都出身。和光大学人文学部卒業。富良野塾第6期生。エージェントオフィスタクト所属に経て現在はディケイド (企業)所属。女優の二階堂千寿は実妹。身長182cm、体重75kg、血液型O型。

## 略歴
- 小学校2 - 3年生の頃、児童劇団に所属していたが、当時は余り楽しいとは思わず退団。
- 大学在学中、TBSの養成学校に1年間在籍。
- 大学卒業後、語学留学に向けてアルバイトをしていたが、1989年に倉本聰がシナリオライターと俳優養成のために主宰する私塾「富良野塾」に、第6期生として入塾。労働しながらの自給自足生活の中で、2年間演技等を学ぶ。
- 1991年「富良野塾」卒塾後、奈良橋陽子代表の海外映画のキャスティングや、国際的に活躍できる俳優の育成、舞台や映像の制作など幅広い活動を行っているユナイテッド・パフォーマーズ・スタジオ「UPS（アップス）」と出会い「THE WINDS OF GOD」NY国連公演に出演。
- 1993年に『丘の上の向日葵』でドラマデビュー。
- 2002年、「富良野塾」卒塾生と演劇ユニットミノタケプランを結成。2007年より主宰から離れ側面支援でのみ参加していたが、現在はスケジュールが合わず、出演・演出共に不参加。
- 2003年に映画デビュー作『ラスト サムライ』でハリウッド進出。同作では、政府軍指揮官（少尉） 役以外にも、冷たい大地に横たわる死体のエキストラにも借り出された。
- 2007年の2度目のハリウッド映画出演作『バベル』は、アカデミー賞（作曲賞）をはじめ、数多くの受賞・ノミネートをされた。この作品では、10か月間のオーディションを勝ち抜き、静かな希望を与える重要な役を演じ、全米の批評家からも高い評価を受けている。イニャリトゥ監督からは、「彼の演技力の高さとスクリーン上の存在感に、美しさと気高さを覚える」と絶賛され、カンヌ映画祭にも招待された。
- 2023年、映画『99%、いつも曇り』に出演。この作品で第17回田辺・弁慶映画祭の俳優賞を受賞した[1]。

- 現在、日本国内でも映画、ドラマ、舞台、CM、舞台演出、舞台製作、俳優養成所講師と幅広く活躍をしている。
- 爆笑問題の太田光は、小・中学校時代の同級生。
- 視力が悪くプライベートではフレームのある物など数種類の眼鏡を使用。コンタクトは合わないとの本人談。
- 本人、ご両親、実妹の二階堂千寿、家族全員血液型はO型。

## 出演

### 映画
- 第2回PFF（ぴあフィルムフェスティバル）スカラシップ作品 はいがぶり姫物語（1986年）
- ラスト サムライ（2003年） - 政府軍指揮官（少尉） 役
- ワイルド・フラワーズ（2004年） - 西城 役
- M-1グランプリへの道 まっすぐいこおぜ!（2004年） - 鈴木 役
- 最終兵器彼女（2006年） - 中隊長 役
- 無垢なモノ（2006年） - 若頭 役
- シルバー假面 第壱話/第参話（2006年） - 天数照彦 役
- DEATH FILE（2006年） - 柴田昇 役
- DEATH FILE2（2006年） - 柴田昇 役
- 日本映画学校18期卒業制作「everything」（2006年） - 佐古 役
- クール・ディメンション（2007年） - 村岡春樹 役
- バベル（2007年） - 真宮賢治 役
- 早々曲（2007年）
- エデンの園（2007年）
- ペルソナ（2008年） - 河合研二 役
- 相棒 -劇場版- 絶体絶命! 42.195km 東京ビッグシティマラソン（2008年） - 棟田土岐男 役
- ひゃくはち（2008年） - 香川遼太郎 役
- 同窓会（2008年） - 浪越文太 役
- Beauty うつくしいもの（2008年） - 諸戸文雄 役
- 天気待ち（2008年）
- GOTH（2008年） - 沢木 役
- 余命（2009年） - 吉野晃三 役
- 恋極星（2009年） - 竹中俊夫 役
- THE LAST MESSAGE 海猿（2010年）
- 悪人（2010年）
- SPACE BATTLESHIP ヤマト（2010年） - 沖田良太郎 役
- SP THE MOTION PICTURE 革命篇（2011年） - 霧島 役
- 恋の罪（2011年） - 吉田正男 役
- CUT（2011年）- シンジ 役（声のみ）
- 犬とあなたの物語 いぬのえいが（2011年）
- セイジ-陸の魚-（2012年） - 20年後（現在）の僕 役
- 種まく旅人〜みのりの茶〜（2012年）
- チチを撮りに（2013年） - 西森正高 役
- チーム・バチスタFINAL ケルベロスの肖像（2014年） - 榊陽一 役
- 忘れないと誓ったぼくがいた（2015年）
- 図書館戦争-THE LAST MISSION-（2015年）
- 杉原千畝 スギハラチウネ（2015年） - 根井三郎 役
- 海すずめ（2016年） - 原田貴之 役
- 傀儡（2018年） - 志田要一 役
- 愛唄 -約束のナクヒト-（2019年）[2]
- 貞子（2019年） - 木田刑事 役
- 99%、いつも曇り（2023年） - 楠木大地 役[3]

### テレビドラマ
- 東芝日曜劇場 さよならことしの愛（1985年、TBS）
- 東芝日曜劇場 丘の上の向日葵（1993年、TBS） - 会社員 役
- 土曜ワイド劇場（テレビ朝日）
  - 同居人カップルの殺人推理旅行3 「犬が見た死体」（1993年）
  - 「津軽海峡を渡る殺人者」（1996年）
  - 「宗谷海峡に消えた殺人者」（1998年）
  - 嫁姑が謎に挑戦6 「浮世絵師北斎―信州路に消えた殺人者」（1999年）
  - 「津軽海峡に消えた女」（2001年）
  - 西村京太郎トラベルミステリー56 「生死を分ける転車台」（2011年）
- 上品ドライバー（1996年、フジテレビ） - 教官 役
- 処刑ショー（1998年、フジテレビ）
- 世にも奇妙な物語 '98春の特別編 「トラウマ」（1998年、フジテレビ） - 星譲 役
- アナザヘヴン〜eclipse〜 第3話 - 第5話（2000年、テレビ朝日） - 刑事・三宅 役
- 心霊探偵 八雲 FILE10/FILE11（2006年、テレビ東京）
- おかわり飯蔵（2007年、テレビ東京） - 西川清二 役
- 帰ってきた時効警察 第8話（2007年、テレビ朝日） - 東吉田真一 役
- ライフ（2007年、フジテレビ） - 田崎洋 役
- 四つの嘘 第1話/第2話（2008年、テレビ朝日） - 戸倉雅之 役
- たったひとりの反乱「食品偽装告発、“さきがけ”となった男」（2008年、NHK総合） - 雪印社員 役
- イノセント・ラヴ（2008年、フジテレビ） - 看守 藤堂恒 役
- ヴォイス〜命なき者の声〜 第6話/第10話（2009年、フジテレビ） - 宮島英幸 役
- コンカツ・リカツ（2009年、NHK総合） - 幼稚園園長 佐々木洋介 役
- 「超」怖い話 平山夢明の眼球遊園「血族」前編/後編（2009年、TBS） - 美潮の父 役
- ふたつのスピカ 第3話/第4話（2009年、NHK総合） - 野々宮隆 役
- たったひとりの反乱「球団が消える? プロ野球選手会103日間の闘い」（2009年、NHK総合） - 古田敦也 役
- 傍聴マニア09〜裁判長!ここは懲役4年でどうすか〜（2009年、日本テレビ） - 江口正 役
- 外事警察（2009年、NHK総合） - 下村誠一 役
- 女帝薫子第1/2/5/8話（2010年、テレビ朝日） - 藤村毅 役
- 絶対零度 〜未解決事件特命捜査〜 第10話（2010年、フジテレビ） - 三枝英之 役
- 金曜プレステージ　弁護士 朝吹里矢子－古都・稚い証言にゆらぐ老舗－（2010年、フジテレビ） - 小野寺 役
- 龍馬伝 第46回/第47回（2010年、NHK総合） - 高橋七右衛門 役
- NHK正月時代劇 「隠密秘帖」（2011年1月1日、NHK総合） - 松平信明 役
- LADY〜最後の犯罪プロファイル〜 第1話（2011年、TBS） - 国木田隆明 役
- CONTROL〜犯罪心理捜査〜第5話（2011年、フジテレビ） - 窪塚正義 役
- マルモのおきて第1/2/6/7話（2011年、フジテレビ） - 笹倉秋人 役
- おみやさん 第8シリーズ　第7話（2011年、テレビ朝日） - 丸茂晃 役
- 月曜ゴールデン 浅見光彦シリーズ30回記念作品「化生の海」（2011年、TBS） - 島瀬譲志 役
- 開拓者たち（2012年、NHK BSプレミアム） - 吉崎千秋 役
- Strangers 6第2/3/4/5話（2012年、WOWOWほか） - 高田 役
- 向田邦子 イノセント 第1話「隣りの女」（2012年、WOWOW） - 時沢集太郎　役
- ドキュメンタリードラマ「似顔絵捜査官001号」（2012年、NHK BSプレミアム） - 泉谷 役
- 匿名探偵 第2話（2012年、テレビ朝日） - 東日本医科大学病院主任外科医 高岡健介 役
- ヒトリシズカ 最終話（2012年、WOWOW） - 藤岡巧 役
- 女と男の熱帯（2013年、WOWOW） - JBS報道局部長 松橋亮 役
- お天気お姉さん 第2話（2013年、テレビ朝日） - 氷川秋雄 役
- 小暮写眞館 第3/4話（2013年、NHK BSプレミアム） - 花菱克己 役
- 激流〜私を憶えていますか?〜（2013年、NHK総合） - 河野祐也 役
- プレミアムドラマ
  - 「歌謡曲の王様伝説 阿久悠を殺す」（2013年、NHK BSプレミアム）
  - 「舟を編む 〜私、辞書つくります〜」（2024年2月18日 - 、NHK BS・NHK BSプレミアム4K） - 岸辺慎吾 役
- BS1スペシャル 幻の祝祭〜1940東京オリンピック物語〜（2013年、NHK BS1）
- 金曜ドラマ「家族狩り」（2014年7月クール、TBS） - 芳沢孝郎 役
- ドラマスペシャル「遺留捜査」（2014年8月9日、テレビ朝日） - 瀬戸尚紀 役
- 連続ドラマW 「トクソウ」（2014年、WOWOW） - 一ノ瀬圭一 役
- ザ・プレミアムドラマ「アイアングランマ」（2015年、NHK BSプレミアム） - 草間 役
- 64（ロクヨン）（2015年、NHK総合） - 御倉政二 役
- 水曜ミステリー9「金沢のコロンボ2」（2015年、テレビ東京） - 川上耕作
- 水曜ミステリー9「検事・沢木正夫3・共犯者」（2015年、テレビ東京） - 片桐芳彦 役
- 「いつも まぢかに」（2015年10月1日、イマジカBS） - 早瀬 隆志　役
- 月曜ゴールデン「浅見光彦シリーズ35・風のなかの櫻香」（2016年3月28日、TBS） - 月舘春行 役
- 連続ドラマW「北斗 -ある殺人者の回心-」（2017年、WOWOW）- 富岡一磨 役
- 警視庁・捜査一課長（2018年） ‐ 三ツ矢光雄 役
- 神ノ牙-JINGA- EPISODE 7（2018年11月22日、TOKYO MX・BS11 / 2018年11月25日 、ファミリー劇場） - 要 役
- この女に賭けろ（2019年） ‐ 小林秀喜
- 家政夫のミタゾノ（2019年） ‐ 勅使川原潔
- まだ結婚できない男（2019年） ‐ 岡野洋介
- シャーロック 第6話（2019年11月11日、フジテレビ） - 高遠一也 役
- 山本周五郎ドラマ さぶ (2020年1月11日、NHKBSプレミアム)
- いりびと-異邦人-（2021年、WOWOW） - 多川鳳声 役
- 大追跡〜警視庁SSBC強行犯係〜 第6話（2025年8月13日、テレビ朝日） - 富田秀明 役[4]

### CM
出演
- 京成スカイライナー（1996年）
- 日本ケロッグ「オールブラン」（1996年）
- 日本コカ・コーラ「ジョージア」（1996年）
- 日本ゼネラルモーターズ「サターン」（1997年 - 2000年）
- シャープ「ハンディーカム」（1997年）
- 大塚食品「ジャワティ」（1997年）
- シャープ「パワーザウルス」（1997年）
- ツムラ「ハーブハーズエス」（1997年）
- サッポロビール「ヱビスビール」（1998年）
- キョーリン製薬「ミルトン」（1999年 - 2003年）
- アサヒビール「スーパードライ」（2000年）
- ツーカー関西「プリケー」（2000年）
- 雪印乳業「毎日旬菜」（2000年）
- サントリー「デリカメゾン」
- JR東海
- JT
- 富士ゼロックス（2000年）
- イオングループ「ジャスコ」（2001年）
- マクドナルド（2001年）
- 江崎グリコ「熟カレー」（2002年）
- 三井住友海上火災保険 簡保（2002年）
- NTTドコモ「FOMA パパの似顔絵篇」（2003年）
- トステム「フィノ」（2004年）
- ソニー生命保険「新しい兄弟篇」（2006年 - 2007年）
- アサヒビール「かのか かのかの葉篇」（2007年 - 2008年）
- マツダ「MPV 妻の寝顔篇」（2007年）
- 花王「サクセス薬用バイタルチャージ 薬用育毛剤 新発売篇/薬用育毛剤 理髪店篇/薬用育毛剤 参観日篇/薬用育毛剤 夕立篇/薬用育毛剤 予防世代篇 /毛髪浸透ケアエッセンス 新発売篇」（2008年 - 2009年）
- JR東海「EX-ICサービス」（2008年）
- トヨタホーム　「あなたとわたし篇/旅立篇」（2016年）

ナレーション
- ローソン 夏割クーポン（2003年）
- ナムコ バテン・カイトス 終わらない翼と失われた海（2003年）
- アサヒビール アクアブルー（2004年）
- 昭和シェル石油（2004年）
- クノール食品 カップスープ（2004年）
- キリンビール 麒麟麦焼酎 ピュアブルー（2007年）
- JT「ふれあいのバレーボール教室」篇（2008年）
- 第一生命「幸せの道 新米課長」篇 / 「幸せの道 おとうと」篇（2010年）
- 第一生命「知っておいていただきたいこと・風景」篇（2012年）
- P&G h&s「パールとの出会い」篇 / 「パールミネラルの贈り物」篇（2012年）
- 三菱自動車
- カゴメ 六条麦茶
- パナソニック DVD PRO

### 舞台
出演
- 富良野塾「今日悲別で…」（1991年）
- エルカンパニー「守ってあげたい」（1993年）
- United Performers' Studio「ムーンリット・クラブ」（1993年）
- United Performers' Studio「二十日鼠と人間」（1994年）
- エルカンパニー「守ってあげたい」（1995年）
- エルカンパニー「THE WINDS OF GOD」（1995年）
- エルカンパニー「守ってあげたい」（1997年）
- 劇庵「コレクター '99」（1999年）
- RAGS・PARTY「CHILD」（1999年）
- RAGS・PARTY「RAGS・PARTY」（2000年）
- 劇庵「東京の桜」（2001年）
- ミノタケプラン「中沢の沢は難しい方の澤」（2002年）
- ミノタケプラン「何か、変な汁が出てきた」（2003年）
- ミノタケプラン「板橋区第三避難所」（2003年）
- ミノタケプラン「KISS&CRY」（2004年）
- エルカンパニー「ゆく年くる年 Hello X'mas」（2004年）
- エンギシャ「アウトサイダー」（2004年）
- エンギシャ「エデンの園」（2004年）
- エンギシャ「いっそ、生きたい」
- Joe Company「CHILDREN」（2004年）
- ミノタケプラン「さらば、スターマイン」（2005年）
- Rose Garden「甘い生活」（2005年）
- ストレイドッグ「心は孤独なアトム」（2008年）
- グリング「ピース－短編集のような・・・・・」（2008年）
- MSN We舞台「夢をかなえるゾウ」（2008年）
- ワイ・ケイ事務所「The Truth Game」（2012年）
- エンギシャ「あるジョバンニとカムパネルラの物語」（2013年8月7日〜8月11日）

演出
- ミノタケプラン「リボンの岸」（2004年）
- ミノタケプラン「中沢の沢は難しい方の澤」（2006年）

### バラエティー
- 「サプライズ」（2009年8月21日、日本テレビ）

### ラジオ
- おぼれかけのアカメ（NHK）
- 台風がくれた夏（NHK）
- ENTERMAX（2007年、TOKYO FM）
- GOOD MORNING TOKYO（2007年、J-WAVE）
- ハッピーアイランド（2007年、FM沖縄）
- PARCO NEWS PEOPLE Before & After（2008年、TOKYO FM）
- FMシアター　散歩する侵略者〜鳴海と真治の二週間（2010年3月13日、NHK-FM） - 真治 役[5]

### ミュージックビデオ
- 阪井あゆみ「悲しみを愛しさで」（2009年）
- SWEET BLACK feat. MAKI GOTO「TEAR DROPS with KG」（2009年）
- 松任谷由実「ひとつの恋が終るとき」（2011年）

### DVD
- 阪井あゆみ ファーストアルバム「Precious」初回限定盤のみに「悲しみを愛しさで」のPV収録（2010年）
- 吉本興業映像コレクションEP FILMS　4th超人27号-政府高官　大島　役/12th田中宇宙-理科教師　尾崎元　役（2010年）

### 配信ドラマ
- mixi携帯配信ドラマ SWEET BLACKプロジェクト ミクドラムービー「おんにゃ。」（2009年）
- フクロウと呼ばれた男（2024年） - 真島憲一 役[6]

### ゲーム
- 龍が如く 見参! - 結城秀康 役（声の出演）

### イメージモデル
- サパナパワーストーンショップ（2010年5月 - 2012年）